# Ecnomus bullatus
Ecnomus bullatus là một loài Trichoptera trong họ Ecnomidae. Chúng phân bố ở miền Australasia.